# Bogangin (Sumpiuh)
Bogangin is een bestuurslaag in het regentschap Banyumas van de provincie Midden-Java, Indonesië. Bogangin telt 5594 inwoners (volkstelling 2010).